# دهستان چاهان
دهستان چاهان، یکی از دهستان های بخش مرکزی شهرستان نیک‌شهر در استان سیستان و بلوچستان ایران است. مرکز این دهستان روستای چاهان است.